# David Campbell (compositeur)
Pour les articles homonymes, voir David Campbell (homonymie) et Campbell.
David Richard Campbell, né le 7 février 1948, est un chef d'orchestre, compositeur et arrangeur canado-américain. Il a travaillé sur plus de 450 albums disque d'or et de platine, pour des groupes comme Metallica, Linkin Park, Kiss, Bon Jovi, Evanescence, Beck ou encore Muse.

## Biographie
David Campbell est né le 7 février 1948 à Toronto au Canada. Il déménage avec sa famille a Seattle dès son plus jeune âge et apprend le violon à 9 ans. Il commence à 12 ans, son étude du travail de compositeurs comme Bartók, Schoenberg ou Stravinsky.
Au début des années 1960, après avoir étudié à l'école de musique de Manhattan, il emménage à Los Angeles et entreprend des études de pop music. Il s'intéresse alors à des artistes comme les Beatles, Leonard Cohen, et les Rolling Stones.
Il est le père du musicien américain Beck Hansen.

### Dans la musique
À l'âge de 23 ans, David Campbell participe au premier album important de sa carrière pour Carole King. Il enregistre également des sessions de violon pour Marvin Gaye sur Let's Get It On ou Lean on Me de Bill Withers. Depuis il ainsi collaborer avec Bob Dylan, The Rolling Stones, Metallica, Muse, Paul McCartney, Green Day, Avril Lavigne, Radiohead, Leona Lewis, Juanes, Dixie Chicks, Linkin Park, My Chemical Romance, Enrique Iglesias, Neil Diamond et Sheryl Crow. Il a également arrangé les cordes sur l'album du groupe écossais Biffy Clyro, Only Revolutions en 2009.
En février 2009, il travaille sur l'album 15 step de Radiohead et la parade USC  aux Grammy Awards, la même année.
Campbell sera également à la direction des cordes pour le troisième album studio de Evanescence third studio album, Evanescence et le disque multi-platine, Fallen and The Open Door.
Il a aussi composé des arrangements pour l'orchestration de la comédie musicale Spider Man, Turn Off the Dark, avec des musiques et des paroles de Bono et The Edge.
21 juin 2024 sort l'album de Joe Bonamassa Live at the Hollywood bowl où David Campbell s'occupe de l'orchestration avec Trevor Rabin et Jeff Bova.
Le 24 février 2012, David Campbell apparaît sur une photo publiée sur le twitter de Thomas Kirk, manager du groupe britannique Muse lors de leur collaboration sur le travail du sixième album studio du groupe avec un orchestre à cordes.

### Au cinéma
David Campbell a également composé la musique de nombreux films comme Mind Games (1989), Dead Man Walking (1995), Brokeback Mountain (2005), North Country (2005), Rocky Balboa (2006), Dreamgirls (2007), Joy (2015) et bien d'autres.

## Collaborations

### Albums

#### Années 1970
- 1971 : Tapestry de Carole King
- 1972 : Rhymes & Reasons de Carole King

#### Années 2000
- 2004 : The Chronicles of Life and Death de Good Charlotte

#### Années 2010
- 2012 : The Second Law de Muse
- 2015 : Drones de Muse
- 2018 : Simulation Theory de Muse
- 2019 : Thanks for the Dance de Leonard Cohen
- 2019 : Fine Line, de Harry Styles